# Hermann Hans Wetzler

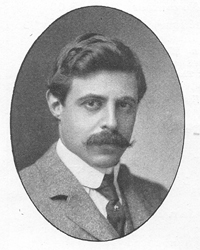
Hermann Hans Wetzler

Hermann Hans Wetzler [ˈvɛt͡s.lɐ] (* 8. September 1870 in Frankfurt am Main; † 29. Mai 1943 in New York) war ein US-amerikanischer Komponist, Dirigent und Musiker (Bratschist, Organist und Pianist) mit deutsch-böhmischen Wurzeln.
Von 1897 bis 1901 war er Associate Organist an der Trinity Church in Manhattan. Bestens in der New Yorker Oberschicht vernetzt, organisierte er um die Jahrhundertwende die Wetzler Orchestral Concerts. In Deutschland hatte er ab 1904 mehrere Kapellmeisterposten inne, wobei Halle (1913–1915) sein Sprungbrett nach Lübeck (1915–1919) war. Gemeinsam mit seinem Widersacher Otto Klemperer wirkte er zuletzt in Köln (1919–1923). Nach einer kurzen Schaffensphase in der Schweiz kehrte der jüdischstämmige Wetzler aus Furcht vor dem Nationalsozialismus 1940 in die USA zurück. Als Komponist gilt er der Postromantik zugehörig. Zu seinem Œuvre gehören 20 Werke mit Opuszahl, darunter eine Oper.
Wetzler war Vorbild für die Romanfigur Wendell Kretzschmar in Thomas Manns Doktor Faustus (1947).

## Leben
Hermann Hans Wetzler wurde 1870 als Sohn von Charles Wetzler und dessen Frau Anna, geb. Rothschild, in Frankfurt am Main geboren. Wenig später zog die jüdische Familie nach Chicago, Illinois, wo Hermann mit seiner 1874 geborenen Schwester Minna zunächst aufwuchs. Sein Vater war in den 1840er Jahren aus Böhmen in die USA ausgewandert.
Seinen ersten Klavierunterricht erhielt Wetzler wohl von seiner Mutter, einer ausgebildeten Pianistin. Da diese aber früh verstarb, lebte er mit seiner Schwester zwischenzeitlich bei der Chicagoer Tante Charlotte Rudolpg-Wetzler. 1881 verzog die Familie Wetzler nach Cincinnati, Ohio. Musikalisch wurde er von Charles Baetens (Theorie) und Simon E. Jacobsohn (Violine) unterwiesen. Den ersten öffentlichen Auftritt (Klavier und Violine) hatten die als „Wunderkinder“ gehandelten Wetzlers 1881 in Cincinnati. 1883 spielten sie erfolgreich den Sängerinnen Adelina Patti und Marcella Sembrich vor. Am Cincinnati Conservatory of Music waren die Wetzlers Klavierschüler von George Magrath. 1884 zog die Familie nach New York City, wo die musikalische Ausbildung Edmund Neupert (Klavier) und Sam Franko (Violine) übernahmen.
Der Vater, mittlerweile mit einer deutschen Köchin verheiratet, arrangierte ein Vorspiel bei Clara Schumann in Frankfurt am Main. Beide Kinder konnten daraufhin 1885 am dortigen Dr. Hoch’schen Konservatorium ein Musikstudium aufnehmen. Zu seinen Lehrern gehörten u. a. Marie Schumann und Lazzaro Uzielli (Klavier), Heinrich Gelhaar (Orgel), Hugo Heermann (Violine) sowie Bernhard Scholz, Arthur Egidi und Iwan Knorr (Komposition und Kontrapunkt). Weiterhin erhielt er privaten Kompositionsunterricht bei Engelbert Humperdinck. Die Schwester Minna wurde von Eugenie Schumann unterrichtet. Zu seinem engen Freundeskreis am Konservatorium gehörten Hans Pfitzner und Paul Nikolaus Cossmann. In Frankfurt verkehrte Wetzler mit bedeutenden Persönlichkeiten seiner Zeit wie Hans Thoma, Henry Thode und Daniela Thode. In diesem „gesellschaftlichen und geitigen Umfeld mit nationalistischer Kunstauffassung“ traf er auch seine Frau Lini Dienstbach und seinen späteren Schwager Carl Dienstbach. Ein Theaterengagement in Deutschland blieb aus.
1892 kehrte er in die USA zurück und erhielt sein erstes Engagement als Bratschist in der New York Symphony Society von Walter Damrosch. In New York schloss er Kontakte mit Anton Seidl und William Steinway. 1893 wurde er Organist an der Church of the Holy Communion. Im Zuge seiner Verlobung mit Lini Dienstbach ließ er sich evangelisch taufen. Von 1897 bis 1901 war er Associate Organist an der Trinity Church. Darüber hinaus war er u. a. auch an der St. Agnes Chapel und der All Angels’ Church tätig. Von 1901 bis 1903 arbeitete er als Organist und Musical Director an der Collegiate Church. In Lieder- und Kammermusikabenden trat er in New York als Pianist auf; er begleitete Sänger wie David Bispham, Lillian Nordica und Anton van Rooy. Auch war er bei der Musical Art Society of New York zu Gast. Sein besonderes Interesse galt der Musik des Barockkomponisten Johann Sebastian Bach.
1897 trat er mit einem Studentenorchester der Columbia University als Dirigent in Erscheinung. Die größte Wirkung entfaltete allerdings sein Auftritt mit ca. 30 Musikern in der Mendelssohn Hall. Er konnte auf „zahlungskräftige Geldgeber“ setzen. Um 1898/99 trat zum ersten Mal der Name Wetzler Orchestra an die Öffentlichkeit. Der Tod seiner Schwester und ihrer Familie beim Untergang des Passagierschiffs La Bourgogne bei Überfahrt von New York nach Le Havre aber und die schwierigen Arbeitsbedingungen in New York beendeten vorerst sein Musikprojekt.
Auf Empfehlung des Theaterintendanten Georg Graf von Hülsen-Haeseler absolvierte Wetzler im Sommer 1901 ein Volontariat am Königlichen Hoftheater in Wiesbaden. In New York machte sich unterdessen der ehemalige Marineminister und Millionär William Collins Whitney für Wetzlers Orchesterprojekt stark. Wetzler dirigierte zwischen 1902 und 1904 unter dem Namen Wetzler Orchestral Concerts mehrere Konzerte in der Carnegie Hall. Zu den namhaften Förderern gehörten u. a. J. P. Morgan, Henry William Poor, George Washington Vanderbilt II und Stanford White. Die Organisation des Orchesters im engeren Sinne übernahm Rawlins Lowndes Cottenet. Eng arbeitete Wetzler bei seinen Konzerten mit der Firma Steinway & Sons zusammen. Der deutsche Dirigent und Komponist Richard Strauss gab 1904 sein US-Debüt mit dem Orchester und brachte hier seine „Sinfonia domestica“ zu Uraufführung. Viele der deutschen Orchestermusiker hatten wegen eines notwendigen Zweitjobs schwankende Leistungen. Mit dem Tod William Collins Whitneys 1904 wurde „dem ohnehin unprofitablen Unternehmen die finanzielle Basis entzogen“.
Erneut orientierte sich Wetzler nach Deutschland. Nachdem ein Studienaufenthalt in Wien nicht zustande gekommen war, ging er zu Gustav Brecher an das Hamburger Stadttheater, wo er mit Carl Maria von Webers „Der Freischütz“ seine erste Oper dirigierte. Beide Dirigenten hatten einen „stark ausgeprägten analytischen Zugang zu den Partituren“ gemein. Gastdirigate führten ihn zum Berliner Philharmonischen Orchester (1906) und an die Hofoper St. Petersburg (1908). Bis die Wetzlers in Hamburg-Rotherbaum eine Mietwohnung fanden, wohnten sie im Luxushotel Hamburger Hof am Jungfernsteg. Linis Absicht, Schauspielerin zu werden, stieß bei Hermann auf Ablehnung. Dennoch nahm sie nach Schauspielunterricht in Hamburg ein Engagement in Köln an, wo sie trotz gemeinsamer Sommerurlaube fortan lebte. Finanziell gefördert wurde Wetzler während seiner Hamburger Jahre durch Henry Ammon James.
In der Spielzeit 1908/09 wechselte er an das Stadttheater Elberfeld in der preußischen Rheinprovinz. Für ihren Mann gab Lini 1909 wehmütig ihre Schauspielkarriere auf. Sie zogen nach Riga, wo Wetzler Kapellmeister am Deutschen Stadttheater wurde. Gastspiele führten ihn nach St. Petersburg, Berlin und München. Zuletzt wohnten die Wetzlers im Haus von Robert von Buengner. Das Paar freute sich, das für sie fremde Baltikum 1913 verlassen zu können.
Auf Empfehlung von Clemens von Franckenstein erhielt er eine Kapellmeisterstelle am Stadttheater Halle. Dort war ihm Direktor Max Richards anfangs wohlgesonnen. Wetzler dirigierte hier 1914 die erste Aufführung von Richard Wagners „Parsifal“ außerhalb Bayreuths. Außerdem übernahm er in Halle die Erstaufführung von Christoph Willibald Glucks „Orpheus“ in der Neuübersetzung von Hermann Abert. Später wurde das Werk auch erfolgreich im Goethe-Theater in Bad Lauchstädt aufgeführt. Während des Ersten Weltkriegs fiel er in Halle durch „Improvisationskünste“ auf. Heinrich Aerni (2015) bezeichnete Wetzlers „Hallenser Zeit als seine bisher erfolgreichste“ – sie diente ihm als Sprungbrett.
In der Nachfolge von Wilhelm Furtwängler wurde er 1915 am Stadt-Theater Lübeck als Erster Kapellmeister verpflichtet. Wetzler konnte „in Lübeck, den Namen als vielseitiger Kapellmeister, den er sich in Halle bereits erworben hatte, weiter“ ausbauen. Engagiert dirigierte er Stücke von Wolfgang Amadeus Mozart und Giuseppe Verdi. 1916 erholte er sich im Sanatorium in Königstein im Taunus des Psychiaters Oskar Kohnstamm, wo er zum ersten Mal auf Otto Klemperer traf. Engen Kontakt pflegte Wetzler mit Arthur und Amélie Nikisch, wobei ihn letztere zum Komponieren anhielt. Das „Zentrum seines sozialen Netzes“ war die Familie von Siegfried Buchenau. Gastauftritte als Dirigent hatte Wetzler 1919 am Hoftheater Dessau, wo ihm zu seinem Bedauern Hans Knappertsbusch als Kapellmeister vorgezogen wurde.
Entsprechend war seine erfolgreiche Bewerbung in Köln 1919 eine Art „Befreiungsschlag“. Gemeinsam mit Otto Klemperer fungierte er dort als erster Kapellmeister. Beide aber galten als gegensätzliche Charaktere und Klemperer sah in Wetzler „eine Bedrohung“. Wetzler verkehrte in Köln in Zentrums-Kreisen um die Familie Bachem. Nachdem der Vertrag zum Ende der Spielzeit 1922/23 nicht mehr verlängert worden war, lebte er als freischaffender Komponist und Dirigent in Köln. Wetzler schrieb ab 1917 größere Werke für Orchester und schließlich auch die Oper „Die baskische Venus“ auf ein Libretto seiner Frau. Nach dem Skiunfall von Lini Wetzler 1930 und seiner Affäre mit der Frau des Bankiers Eduard August Heinrich von Nicolai lösten die Wetzlers 1931 ihre gemeinsame Wohnung in Köln auf.
Wetzler verzog nun in die Italienische Schweiz, wo er in der „Villa dei Fiori“ der Eltern der besagten Bankiersgattin Anneliese von Nicolai in Brissago im Kanton Tessin aufgenommen wurde. Alleine machte er sich 1932 nach Basel auf. An der dortigen Universität hielt er Vorträge. In Wiesbaden besuchte er im gleichen Jahr Meisterkurse der Pianisten Karl Leimer und Walter Gieseking. Mehrmals begegnete er in der Schweiz dem deutschen Exilanten und Literatur-Nobelpreisträger Thomas Mann, den er bereits aus Sylt 1927 kannte. 1934/35 stand er im Briefkontakt mit dem Schriftsteller. Wetzler wurde zur Vorlage für Manns spätere Romanfigur Wendell Kretzschmar in Doktor Faustus (1947). Auf eigenen Wunsch hin trat Wetzler 1934 dem „Berufsstand Deutscher Komponisten“ der Reichsmusikkammer bei. Trotz seiner Bemühungen wurde am 26. März 1934 vorerst das letzte Mal ein Werk von ihm in Deutschland aufgeführt. 1935 erhielt er wegen seiner jüdischen Herkunft Aufführungsverbot. Mit seiner Schweizer Lebensgefährtin Doris Oehmigen lebte er ab 1935 in Ascona im Kanton Tessin, wo sie sich am Monte Verità ein Haus bauten. Beruflich betätigte er sich weiterhin als Pianist und Komponist. Eine berufliche Perspektive suchend, hielt er sich längere Zeit in England und den USA auf. Dortige Begegnungen mit Neuer Musik missfielen ihm. Aus Sorge um eine deutsche Besetzung der Schweiz während des Zweiten Weltkriegs verließ er seine Wahlheimat im Mai 1940.
Über Genua reiste er im Juni 1940 in die USA aus. Er ließ sich am Central Park in New York nieder. Vereinzelt gab Wetzler Klavierstunden und hielt Vorlesungen. Wetzler war „so sehr von der deutschen Musikkultur geprägt“, dass er sich mittlerweile „fremd im eigenen Land“ fühlte. So lehnte er auch die Musikgattung Jazz ab. Im Frühjahr 1943 starb er 72-jährig in seiner New Yorker Zwei-Zimmer-Wohnung. Wetzler war ab 1896 mit der wohlhabenden Gerberstochter Lini Dienstbach (1876–1933) verheiratet, die er in Usingen in Hessen-Nassau ehelichte; das Paar blieb kinderlos.
Sein Nachlass wurde in einem Ferienhaus im Appenzellerland entdeckt und befindet sich seit 2006 in der Zentralbibliothek Zürich. Er enthält neben Musikautographen und Schriften rund 10.000 Briefe, 6000 Rezensionen und Photographien.
Zu Wetzlers wenigen Privatschülern gehörten Justine Ward (in New York) und Kurt Overhoff (in Köln).

## Bedeutung
Sein wichtigster Bezugspunkt als Dirigent war Hans von Bülow. Weiterhin hatten ihn Hermann Levi, Felix Mottl, Karl Muck und Hans Richter beeinflusst. Wie auch Sergei Kussewizki und Ossip Gabrilowitsch kam er infolge seiner Orchestergründung vergleichsweise spät zum Dirigieren. Er galt als kraftaufwändig und ungestüm.
Der Komponist Hermann Wetzler ist der Postromantik zuzuordnen. In Riemanns Musiklexikon (1929) wurde er als „einer der nachstraußschen ‚Virtuosen‘ der Orchester-Komposition von funkelnder Eleganz der Fraktur und frischer Musikalität“ beschrieben. Wetzler hatte einen Hang für „symphonische Programmusik“, weswegen er bereits zu Lebzeiten als ein Nachfolger von Richard Wagner, Franz Liszt und Richard Strauss gegolten hatte. Bisweilen wurde seiner Musik eine „gewisse Rückwärtsgewandtheit“ attestiert. Als wenig förderlich für die Rezeption seiner Werke erwies sich seine Internationalität und in Bezug auf die Zeit des Nationalsozialismus seine jüdische Herkunft.
Von seinen frühen Werken herauszuheben sind das kirchenlastige Engelskonzert für Orchester (1895) und die in Liedtradition stehende Fairye Queene op. 1 (1896), die beide während seiner ersten Station in den USA entstanden sind. Hier war er noch auf der „Suche nach musikalischen Mitteln“. Weiterhin bearbeitete er einzelne Bach-Werke, etwa instrumentierte er die Orgelsonate Es-Dur BWV 525 (1900), welche in Recitals Gehör fand.
Ab 1917 wurde sein Schaffen „künstlerisch und wirtschaftlich zur existenziellen Tätigkeit“. So komponierte er Visionen. Sechs symphonische Sätze für Orchester op. 12 (1923) und Assisi. Legende für Orchester op. 13 (1924). Für Heinrich Aerni (2014) handelt es sich um „programmatisch angelegte Musik, tonal gehalten, in Harmonik und Klanglichkeit, stilistisch leichtfüßig zwischen deutscher französischer Symphonik.“ Geschätzt wurde Wetzler für seine „Instrumentationskunst“. 1925 gewann er mit Assisi schließlich den Kompositionswettbewerb der Chicago North Shore Festival Association. Sein Opus magnum sollte die Oper Baskische Venus (1928) werden. Sie wurde nach Eva Martina Hanke (2007) „positiv aufgenommen, konnte sich aber auf Dauer nicht etablieren“. Entgegenhalten kann man dem Werk seine „klangschwere Musik und die romantisierende Handlung“, wie Heinrich Aerni konstatierte.
Isoliert in der Schweiz, widmete sich Wetzler immer mehr geistlichen Motiven, die an seinen früheren Kirchendienst erinnern. Am Lebensende war er um den „Anschluss an die Strömungen der Zeit“ bemüht. So arbeitete er mit dem ihm freundschaftlich verbundenen Paul Hindemith zusammen. Bei seinem letzten Werk, American Rhapsody (1943), hatte er „moderne synkopierte Rhythmen, zu Fugen verarbeitet“ und Anklänge an Filmmusik hörbar gemacht.

## Werke (Auswahl)
Bühnenmusik
- Musik zu Shakespeares „Wie es euch gefällt“ (1916), op. 7; UA: Lübeck 1917 (Stadttheater)
- Die baskische Venus. Oper in fünf Bildern. Text: Lini Wetzler nach Prosper Mérimée (1928), op. 14 (Digitalisate: Text und Klavierauszug); UA: Leipzig 1928 (Neues Theater)
- Magnificat (1936), op. 16; UA: Salzburg 1937 (Wiener Sängerknaben)
- Nunc dimittis (1939), op. 20; UA: Basel 1940 (Basler Liedertafel)

Orchestermusik
- Engelskonzert. Tondichtung nach einem Gemälde von Hans Thoma (1895); UA: New York 1895
- Symphonische Phantasie (1922), op. 10; UA: Köln 1922 (Gürzenich-Orchester)
- Visionen. Sechs Symphonische Sätze für Orchester (1923), op. 12; UA: Köln 1923 (Gürzenich-Orchester)
- Assisi. Legende für Orchester (1924), op. 13; UA: Chicago 1925 (Chicago Symphony Orchestra)
- Symphonie Concertante für Solo-Violine und Orchester (1932), op. 15; UA: Berlin 1932 (Orchester der Funk-Stunde Berlin mit Gustav Havemann)
- American Rhapsody (1943)

Kammermusik
- String Quartet in c-minor (1938), op. 18; UA: Philadelphia 1941 (Curtis String Quartet)

Vokalmusik
- The Fairye Queens. An Ancient English Ballad (1896), op. 1. Aus: Thomas Percys Reliques of Ancient English Poetry
- Fünf deutsche Lieder (1902), op. 2
- Four Scottish Ballads (1902), op. 3. Text: Robert Burns
- Zwölf Kinderlieder (1902), op. 4
- Two German Volkslieder (1904), op. 5
- Fünf Lieder (1905/07), op. 6
- Fünf Gedichte von Robert Burns (1905/09/10/17), o. 8. Text: Robert Burns (Übersetzung von Lini Wetzler u. a.)
- Zwei Gedichte von Michelangelo (1914/15), op. 9. Text: Michelangelo (Übersetzung von Henry Thode)
- Fünf Lieder (1917/18/19/21), op. 11; UA: Karlsruhe 1919
- Vier schottische Duette (1936), op. 17. Text: Robert Burns; UA: Radio Beromünster 1936

## Schriften
- Wege zur Musik. Niehans, Zürich 1938 (Digitalisat).